# 디아이레시스
디아이레시스(고대 그리스어: διαίρεσις diaíresis)는 ‘분할’을 뜻하는 고대 그리스의 철학의 개념 중 하나이다.
이 개념은 플라톤의 저서에서 지속적으로 등장한다. 플라톤은 존재자의 특성을 규정할 수 있는 본질자가 다른 본질적이지 않은 개념들과 이어질 수 있어야 한다고 보았다. 그러나, 소크라테스와 플라톤이 주장한 전통적인 현상-절대 양분론에 기초할 때, 이는 새로운 논리를 창조해야만 성립 가능한 작업이었으며, 이에 따라 플라톤은 디아이레시스라는 개념에 대해 깊게 논하였다. 이후 아리스토텔레스는 『형이상학』(ta meta ta physika)에서 이를 세밀하게 논증하였고, 『동물사』(Ton peri ta zoia historion)에서 동물과 식물을 나눌 때 적용하였다.
스토아 학파 사상은 로고스와 현상 내 다수성(多數性)의 병립을 설명하기 위해 디아이레시스를 적극적으로 논증하였다.

## 플라톤의 정의 방식
플라톤은 이데아가 현상 전반의 내용을 규정하는 유일한 속성임을 증명하기 위해 디아이레시스 방법론을 사용하였다. 이 방식은 존재하는 어떤 것의 속성을 규정할 수 있다고 보여지는 두 후보를 선택한 후 해당 후보군을 다시 위와 같은 분할 방식으로 나눈다. 계속 분할하여 최종적으로 분할이 불가능한 생겨난 후보군 중 파생되지 않은 속성을 파악하고, 이러한 속성을 본래 나눴던 존재하는 어떤 것과 무관한 것으로 판단한다. 이를 통해 플라톤은 모든 사물의 성격을 규명할 수 있다고 보았다. 이 방법은 『법률』(Nomoi)과 『티마이오스』(Timaios)에서 설명된다.

## 스토아 학파
스토아 학파의 철학자 중 하나인 크리시포스는 로고스를 다른 방식을 통해 논증하는 대신, 다수성이 어떻게 로고스와 공존할 수 있는지에 대해 서술할 때 디아이레시스 방법론을 차용하였다. 그러나 그 방식은 플라톤의 방식보다 추상적이고 포괄적이었는데, 이 당시는 이미 플라톤의 방식이 폭넓게 비판을 받은 이후였기 때문이다. 대부분의 스토아 학파 이론가들은 하나의 개념이 무조건 둘로 나눠질 수 없다고 봤으며, 나누는 방식은 그것을 나눌 때 정해놓는 전제에 따라 달라질 수 있다는 입장을 갖고 있었다. 이들은 플라톤의 방식을 그대로 차용하기보다는 적어도 현상의 영역에서 확인 가능한 다수성 전체가 자체 붕괴 없이 공존(조화)할 수 있는 방식, 방법, 논리(공가능성)을 규명하여 로고스로 다가가는 방식을 택하였다. 그리고 그들은 이것을 디아이레시스라고 하였다. 이는 플라톤의 방식과 다르며, 유(類)와 종(種)의 전(全)과정을 변증적으로 탐구한다는 점에서 정합주의의 시초였다.